# Журавский, Андрей Владимирович
Андре́й Влади́мирович Жура́вский (22 сентября 1882 — 15 августа 1914) — русский биогеограф, основоположник научного освоения Севера, исследователь. Основатель первого научного учреждения в Приполярье — Печорской естественно-исторической станции Российской Академии наук.
С именем А. В. Журавского неразрывно связана история комплексного изучения Печорского края. Его труду принадлежит более 400 научных статей, посвящённых биогеографии, ботанике, земледелию, геологии, энтомологии, этнографии и экономике Печорского края.

## Биография
Официально считается, что А. В. Журавский родился 22 сентября 1882 года в г. Елизаветграде Херсонской губернии. Его настоящие родители неизвестны; мальчик был найден на крыльце приюта «22 сентября 1882 года в возрасте двух недель без признаков святого крещения». Младенца усыновили Владимир Иванович и Софья Кесаревна Журавские. Его назвали Андреем, о чём имеется постановление Сената: «Воспитанник Андрей, усыновлённый указом Правительствующего Сената от 14 января 1890 года генерал-майором Владимиром Ивановичем Журавским с правом ношения фамилии и отчества по имени усыновителя, но без права наследия имущества и дворянства».
С 1901 по 1906 год он слушал курс естественных наук физико-математического факультета Императорского Санкт-Петербургского Университета, работая в то же время в экспедициях. Университетский диплом не получил из-за пропуска занятий и нехватки денежных средств для оплаты учёбы.
Свою научную деятельность учёный начал в возрасте 20-ти лет. 15 октября 1901 г. Журавский выступил с первым докладом-рефератом «О болезнях и паразитах древесных и других растений в Финляндии» в ботанической семинарии Санкт-Петербургского университета. Летом 1902 года он совершил первое путешествие по Архангельской губернии, собрал материалы по энтомофауне в Кехотской волости, Архангельского и Печорского уезда, по рекам Ижме и Печоре.
7-го января 1904 г. в Троицком соборе Архангельска Журавский повенчался с Верой Алексеевной Рогачевой. Она была дочерью местного исправника Алексея Ивановича Рогачева.
Летом 1904 г. он организовал первую, а в 1905 — вторую экспедиции в Большеземельскую тундру, исследование которой стало главным делом его жизни. Журавский организовал и совершил более 20 экспедиций по изучению и исследованию Севера Европейской части России. Прояснил и обосновал геологическое строение Большеземельской тундры; отверг теорию о наступлении тундры на леса и вывел научную гипотезу об отступлении тундры и потеплении климата Приполярья; ему принадлежат находки первых одиннадцати стоянок людей каменного века на территории Большеземельской тундры и мн. др.
Благодаря положительным отзывам Ф. Н. Чернышёва об экспедиции 1904 года Императорское Русское географическое общество наградило участников экспедиции серебряными медалями, а П. П. Семёнов-Тян-Шанский рекомендовал А. В. Журавского в члены Общества.
В 1905 году Географическое общество присудило Андрею Журавскому медаль им. Пржевальского (вне порядка постепенности).
14 ноября 1908 года состоялось Всероссийское совещание по организации сельскохозяйственного дела в России. Выступавший на нём с докладом о результатах работ на Станции Андрей Владимирович был поддержан корифеями отечественной агропромышленной науки. На третий день после совещания он был приглашён к премьер-министру П. А. Столыпину. Итогом обстоятельной беседы с Петром Аркадьевичем стало быстрое разрешение плана промышленного и социального развития края: организация ветеринарно-бактериологической станции по борьбе с сибирской язвой, признание Ухты нефтеносным районом, с выделением на бурение скважин 900 тысяч рублей, прокладка двух железных дорог — Печорской и Северо-Печорской со сметой ~ 500 тысяч рублей. Было решено выделить 280 000 рублей на нужды Станции в течение ближайших 6 лет. Этот план был ранее разработан Журавским.
12 января 1909 года Журавский был представлен императору Николаю II и лично докладывал о природе и нуждах архангельского севера. Этому приглашению способствовала публикация статей учёного «Приполярная Россия», «Климат и урожай на Печоре», «Самоедское право. Материалы для законодательных предположений», «К проблеме колонизации Печорского края», «Экономический потенциал Севера».

## Печорская естественно-историческая станция
С 1905 года Журавский заведует созданной им Печорской опытной естественно-исторической станцией ИАН (Императорской академии наук). Поначалу Печорская станция располагалась в арендованных у местных жильцов домах в селе Усть-Цильма, а с 1913 года переезжает из Усть-Цильмы в имение Департамента земледелия и землеустройства у Хлебина ручья (с 1976 года этот населенный пункт переименован в поселок Журавский). Станция получила участок в 600 десятин (около 720 га), сельскохозяйственные орудия и метеорологические приборы.
Печорская Станция преуспевала в сельском хозяйстве. Вот что сообщала газета «Новое Время» (4 сентября 1910 года):
«Печорская естественно-историческая станция начиная с 1906 года успела ввести в цикл туземных культур целый ряд растений, которые раньше считались на севере „безнадёжными“. Даже по официальной статистике земледелие в Печорском крае распространяется очень заметно: так посевы ржи за это время возросли в 10 раз, ячменя — в 9, а картофеля — в 18 раз».
Вся работа была построена на горячем энтузиазме сотрудников, поверивших Журавскому, отстаивавшему идею индустриально-промышленного, сельскохозяйственного и социального развития Русского Севера. Станция широко использовала переработку сырья. В Усинских сёлах (на реке Усе) Новик-Бож и Колва были организованы маслозаводы, откуда отправляли масло в Архангельск. Усилиями привлечённых к этому делу священников удалось вывести устойчивый к болезням местный сорт лука. Его урожаи были настолько велики, что по многу пудов лука вывозили на продажу.
Станция добилась успеха также в изучении культурно-исторического прошлого. Собранная ею коллекция предметов быта и культуры старообрядческого населения Пижмы, Усть-Цильмы и других селений стала украшением Этнографического музея Петра l в Санкт-Петербурге. Уникальная коллекция древнейших поделок — от молотка, изготовленного из позвоночника мамонта, до иголки — была передана в Академию Наук. Авторы этих коллекций были отмечены высокими наградами — денежными премиями, медалями и почётными грамотами Академии наук и РГО.
«Судьба опытной станции была непростой: первый раз её закрыли ещё в 1909 году, то есть до официального открытия — власти приняли было решение финансировать проект, да как-то резко передумали. После смерти Журавского станция фактически прекратила свою работу, вновь была возрождена Советской властью в 1917 году, и опять не пережила Гражданской войны. Невесть в который раз опытную станцию возродили в 1924-м, и лишь метеостанция, выделенная в отдельное учреждение, продолжала работу все эти годы. Окончательно станция была упразднена в конце 1980-х годов, и осталось от неё немногое. Главный дом в 1978 году переехал в Усть-Цильму.»
В 1911 г. на базе естественно-исторической станции под руководством Журавского была открыта опытная сельскохозяйственная станция, новейшие изыскания которой доказали возможность сельскохозяйственной эксплуатации Печорского края. Образцы овощей опытной станции демонстрировались на Царскосельской юбилейной выставке, где станция была награждена золотой медалью «За развитие овощеводства в арктической зоне».
Летом 1911 года в Усть-Цильму приехали дипломированные специалисты: две выпускницы сельско-хозяйственных курсов и помощник агронома.
В 1912 году начали строить постройки и новые сооружения. Построили двух этажный дом для служащих, для наблюдателя и рабочих пристроили флигель, а ещё баню, сарай под машину, конюшню, скотный, сараи. В этом году стали вести агрометеорологический и метеорологический учёт. Станция имела свою собственную библиотеку в почти две тысячи экземпляров.

## Конфликты
В 1908 Журавский публично обвинил академика В. В. Радлова в неэтичных действиях по отношению к собранным и переданным в Музей антропологии и этнографии коллекциям.
В 1913 году Андрей Владимирович пишет серию статей-фельетонов «Северные авантюристы» о том, как местные чиновники продают земли с ископаемыми иностранным концессионерам.

## Убийство
«Его жизнь трагически оборвалась в августе 1914 г., на 32 году жизни, когда он был убит выстрелом из ружья одним из своих сотрудников. Причины этого убийства не ясны до настоящего времени, а сам убийца в одночасье был признан невменяемым и отправлен в сумасшедший дом».
Существует версия о намеренном убийстве учёного по заказу губернских чиновников. «В губернской администрации у Журавского было много врагов. Они помнили его вольные выступления в защиту самоедов (ненцев), разоблачения воровства среди губернских и уездных чиновников, патриотические русские настроения в отстаивании приоритетов российских промышленников перед иностранцами, использование труда политических ссыльных на Станции и на экспедициях. Все эти пороки общества он высмеивал в серии фельетонов „Северные авантюристы“ в газете „Северное Утро“. Это и привело к убийству молодого учёного. 15 августа 1914 г., на пороге здания Станции в Усть-Цильме его застрелил подосланный управлением агент Н. И. Задачин, работавший на Станции писарем. Похоронен Андрей Владимирович Журавский в Усть-Цильме, у берега реки Печоры, как он просил об этом раньше, что, где и когда бы он ни умер, его похоронили у Печоры.»

## Память
- В селе Усть-Цильма Республики Коми есть историко-мемориальный музей им. А. В. Журавского.
- О А. В. Журавском написаны романы «Печорские дали» и «Родные гнездовья» писателя Льва Смоленцева.
- Улица имени А. В. Журавского в г. Сыктывкар Республики Коми.
- Посёлок Журавский в Усть-Цилемском районе Республики Коми.
- Институт агробиотехнологий имени А. В. Журавского ФИЦ Коми НЦ УрО РАН в г. Сыктывкар Республики Коми.